# Greatest Hits - Volumen 1993-2003
Greatest Hits - Volumen 1993-2003 es un DVD lanzado al mercado en diciembre de 2002 por la cantante y compositora islandesa Björk. Este DVD está formado por 21 videoclips englobando los 10 años de trayectoria de Björk desde que empezó oficialmente como solista en 1993 con su álbum llamado Debut.

## Lista de canciones
1. Human Behaviour
2. Venus As A Boy
3. Play Pead
4. Big Time Sensuality
5. Violently Happy
6. Army Of Me
7. Isobel
8. It's Oh So Quiet
9. Hyperballad
10. Possibly Maybe
11. I Miss You
12. Jóga
13. Bachelorette
14. Hunter
15. Alarm Call
16. All Is Full Of Love
17. Hidden Place
18. Pagan Poetry
19. Cocoon
20. It's In Our Hands
21. Nature Is Ancient

- Datos: Q5222577